# Керування навантаженням

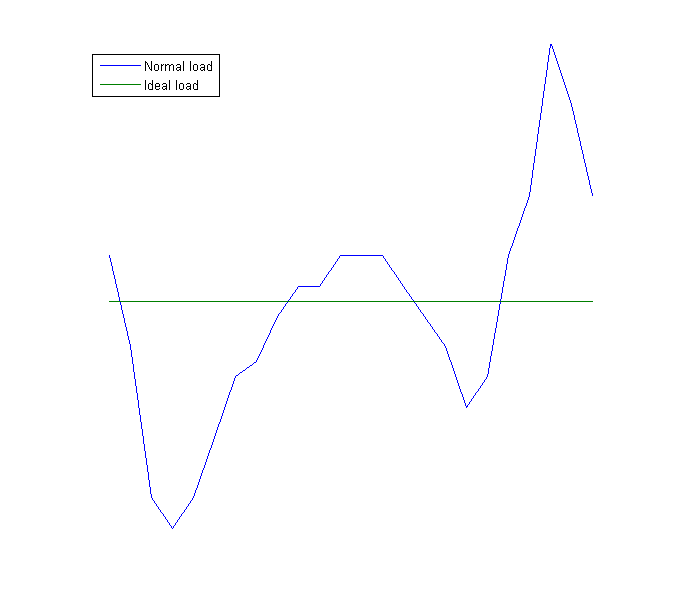
Крива добового навантаження; синій колір показує дійсне споживання електроенергії, а зелений – зразкове (бажане).

Керування навантаженням, також відоме як керування попитом (англ. DSM) — це спосіб врівноваження (балансування) постачання електроенергії в мережі з електричним навантаженням, шляхом зміни рівня споживання, а не вихідної потужності електростанції.
Цього можна досягти прямим втручанням комунального підприємства в умовах дійсного часу, використанням чутливих до частоти реле, котрі діють на автоматичні вимикачі (пульсаційний контроль), годинників або застсуванням особливих тарифів на електроенергію для впливу на поведінку споживачів. Керування навантаженням дозволяє енергетичним підприємствам зменшувати попит на електроенергію в часи найбільшого споживання (зниження пікових навантажень), тож водночас, може зменшити витрати, усуваючи потребу в дорогих пікових електростанціях. До того ж, деяким піковим електростанціям може знадобитися більше години, аби увімкнутися в роботу, що робить керування навантаженням ще більш важливим, якщо, наприклад, станція несподівано вимикається. Керування навантаженням також, здатне допомогти зменшити шкідливі викиди, оскільки пікові електростанції або резервні генератори часто брудніші та менш ефективні, ніж електростанції базового навантаження. Нові технології керування навантаженням, постійно розробляються — як приватними, так і державними організаціями.

## Коротка історія
Сучасне керування навантаженням на електромережі почалося приблизно 1938 року, з використанням пульсаційного контролю. До 1948 року, пульсаційне керування залишалося зручною системою, яка широко застосовувалася.
Наприклад чехи вперше застосували пульсаційне керування у 1950-х роках. Ранні передавачі були малопотужними, порівняно з сучасними системами, лише 50 кіловольт-ампер. Це були обертові генератори, які подавали сигнал частотою 1050 Гц на трансформатори, приєднані до електромереж. Спочатку, приймачами були електромеханічні реле. Згодом, в 1970-х роках, почали використовувати передавачі з потужними напівпровідниками. Вони більш надійні, оскільки не мають рухомих частин. Сучасні чеські системи відправляють цифрову «телеграму». Надсилання кожної телеграми триває близько тридцяти секунд. Вона має імпульси тривалістю близько однієї секунди. Є кілька форматів, які використовуються в різних районах.
1972 року, Теодор Джордж «Тед» Параскевакос, працюючи на Boeing у Гантсвіллі, штат Алабама, розробив систему сенсорного нагляду, яка використовувала цифрове передавання сигналів для систем безпеки, пожежної та медичної сигналізації, а також можливості зчитування показів лічильників для всіх комунальних послуг. Ця технологія була побічним продуктом його запатентованої системи автоматичного розпізнавання телефонної лінії, відомої зараз як Caller ID. 1974 року, Параскевакос отримав патент США на цю технологію.
На замовлення Алабамської енергетичної компанії, Параскевакос розробив систему керування навантаженням, разом із технологією автоматичного зчитування показів лічильників. Роблячи це, він використовував здатність системи відстежувати швидкість обертання диска індукційного вимірювача потужності та, як наслідок, споживання електроенергії. Такі відомості, разом із часом доби, давали енергетичній компанії можливість впливати на окремі лічильники, керувати нагріванням води та кондиціонуванням, щоби запобігти пікам навантаження під час найбільшого споживання електроенергії впродовж дня. За цей підхід, Параскевакос отримав кілька патентів.

## Переваги та спосіб дії
Оскільки електрична енергія постачається у такому вигляді, що вона не може доцільно зберігатися у великих обсягах, її треба виробляти, розподіляти та споживати негайно. Коли навантаження на систему, наближається до найбільш можливої генерувальної потужності, оператори мереж повинні або знайти додаткові джерела енергії, або відшукати способи зменшити навантаження, отже керувати навантаженням. Якщо це не вдасться, система виявиться несталою і можуть статися вимкнення електроенергії.
Довгострокове планування керування навантаженням, може початися з побудови складних моделей для опису фізичних властивостей розподільної мережі (тобто топології, пропускної здатності та інших властивостей ліній електропередавання), а також поведінки в часі навантаження. Дослідження можуть охоплювати майбутні події, які враховують прогнози погоди, передбачуваний вплив запропонованих команд на розвантаження, розрахунковий час лагодження автономного обладнання, та інші чинники.
Використання керування навантаженням, здатне допомогти електростанції досягти вищого коефіцієнта потужності, показника середнього використання потужності. Коефіцієнт потужності — це показник справжньої потужності електростанції порівняно з найбільшою потужністю, яку вона здатна виробити. Коефіцієнт потужності часто визначається як відношення середнього навантаження до потужності, або відношення середнього навантаження до пікового споживання за певний час. Вищий коефіцієнт навантаження є вигідним, оскільки електростанція може бути менш діяльною за низьких коефіцієнтів навантаження, високий же коефіцієнт навантаження означає, що постійні витрати розподіляються на більшу кількість вироблених кВт-год (це дає нижчі ціни за одиницю електроенергії), водночас вищий коефіцієнт навантаження, свідчить про більший загальний випуск електроенергії. Якщо на коефіцієнт навантаження впливають: відсутність палива, зупинка на технічне обслуговування, незапланований вихід з ладу або зниження попиту (оскільки рівень споживання коливається протягом дня), виробництво електрики треба змінювати, оскільки зберігання великої кількості енергії в мережі часто є непомірно дорогим.
Менші комунальні підприємства, які купують електроенергію замість того, щоби виробляти власну, раптом дізнаються, що вони також можуть отримати вигоду, встановивши систему керування навантаженням. Штрафи, які вони мусять сплачувати постачальнику електроенергії за пікове споживання, можна значно зменшити. Багато хто повідомляє, що система керування навантаженням, спроможна окупитися всього за один сезон.
Промислові споживачі, як-от алюмінієві заводи або системи опалення з тепловими насосами в приватних домогосподарствах, можна вимкнути на певний час, не впливаючи на робочий процес або затишок. Для таких випадків у договорі зазначено, на який час і які пристрої з електричним приводом можна вимкнути. Водночас, споживач отримує знижку від загального тарифу на електроенергію. Натомість не можна вимикати жодні системи, які є (життєво важливими) задля безпеки та для споживача (наприклад, системи сигналізації, освітлення в темних коридорах і кімнатах, комп’ютерні системи).
В деяких країнах, без централізованого керування розподілом навантаження з боку електропостачальних компаній, споживачі можуть отримувати грошову винагороду через змінні тарифи, за добровільне зміщення в часі попиту на електроенергію, з пікових періодів.

## Порівняння з відповіддю на попит
Коли ухвалюється рішення зменшити навантаження, це робиться на основі надійності системи. Енергетичне підприємство в певному сенсі, «володіє вимикачем» і скидає навантаження лише тоді, коли сталість або надійність системи розподілу електроенергії перебуває під загрозою. Комунальне підприємство (яке здійснює виробництво, розподіл і постачання електроенергії) не буде порушувати власний бізнес-процес без належної причини. Керування навантаженням, якщо воно виконується в належний спосіб, є неруйнівним (неінвазивним) і не створює складнощів для споживача. Навантаження варто переносити на непікові години.
У відповідь на попит електроенергії, споживач має можливість сам «увімкнути-вимкнути» деяке обладнання за допомогою таких встановлених пристроїв, як перемикач керування навантаженням, що працює від розумної мережі. Тоді як багато побутових споживачів, платять сталу ставку за електроенергію цілий рік, витрати комунального підприємства насправді, постійно змінюються залежно від попиту, властивостей розподільної мережі та складу портфеля виробництва електроенергії компанії. На вільному ринку, гуртова ціна на енергію коливається протягом дня. Програми відповіді на попит, наприклад ті що впроваджуються розумними мережами, намагаються заохочувати споживача обмежити споживання електроенергії, шляхом зміни вартості електрики. Оскільки витрати зростають протягом дня (коли енергосистема досягає пікової потужності та використовуються більш дорогі пікові електростанції), вільна ринкова економіка повинна допускати зростання ціни. Відповідно спад попиту на товар (електроенергію), має відповідати зменшенню його вартості. Хоча це працює для передбачуваних нестач, багато криз розвиваються за лічені секунди, через непередбачені збої обладнання. Вони повинні бути вирішені в той самий термін, щоб уникнути вимкнення електроенергії. Багато комунальних підприємств які зацікавлені в реагуванні на попит, також долучаються до можливостей керувати навантаженням, щоби мати змогу працювати з «вимикачем» до того, як оновлення цін (тарифів на електроенергію) може бути оприлюдненим для споживачів.
Застосування способів керування навантаженням, продовжує зростати сьогодні (2020-і), завдяки продажу як радіочастотних систем, так і систем зв’язку на основі ліній електропередач. Певні типи розумних лічильників, також можуть слугувати системами нагляду за навантаженням. Пристрої стеження за заряджанням потужних акумуляторів, можуть запобігти підзаряджанню електромобілів у години пік. Зарядні пристрої «автомобіль-мережа», спроможні повертати електроенергію від акумуляторів електромобілів до комунального підприємства, або вони здатні гальмувати заряджання акумуляторів автомобіля до більш повільної швидкості ( з меншим струмом).
Для прикладу, керування навантаженням вже багато років, здійснюється німецьким підприємством Saarbrücker Stadtwerke. Тут морозильні камери та холодильники в супермаркетах, вимикаються на певний час. Термостати попередньо налаштовано так, щоб вони до часу пік, охолоджували або заморожували їжу за трохи нижчої температури. Якщо постачальник електроенергії, потім від’єднає пристрої охолодження від джерела живлення за допомогою віддаленого керування, вони можуть залишатися вимкненими протягом приблизно 1-2 годин, перш ніж їх потрібно буде знову увімкнути, щоб захистити продукти від розморожування.

## Пульсаційне керування
Пульсаційне керування є поширеним видом керування навантаженням і використовується в багатьох країнах світу, зокрема в Сполучених Штатах, Австралії, Чехії, Новій 

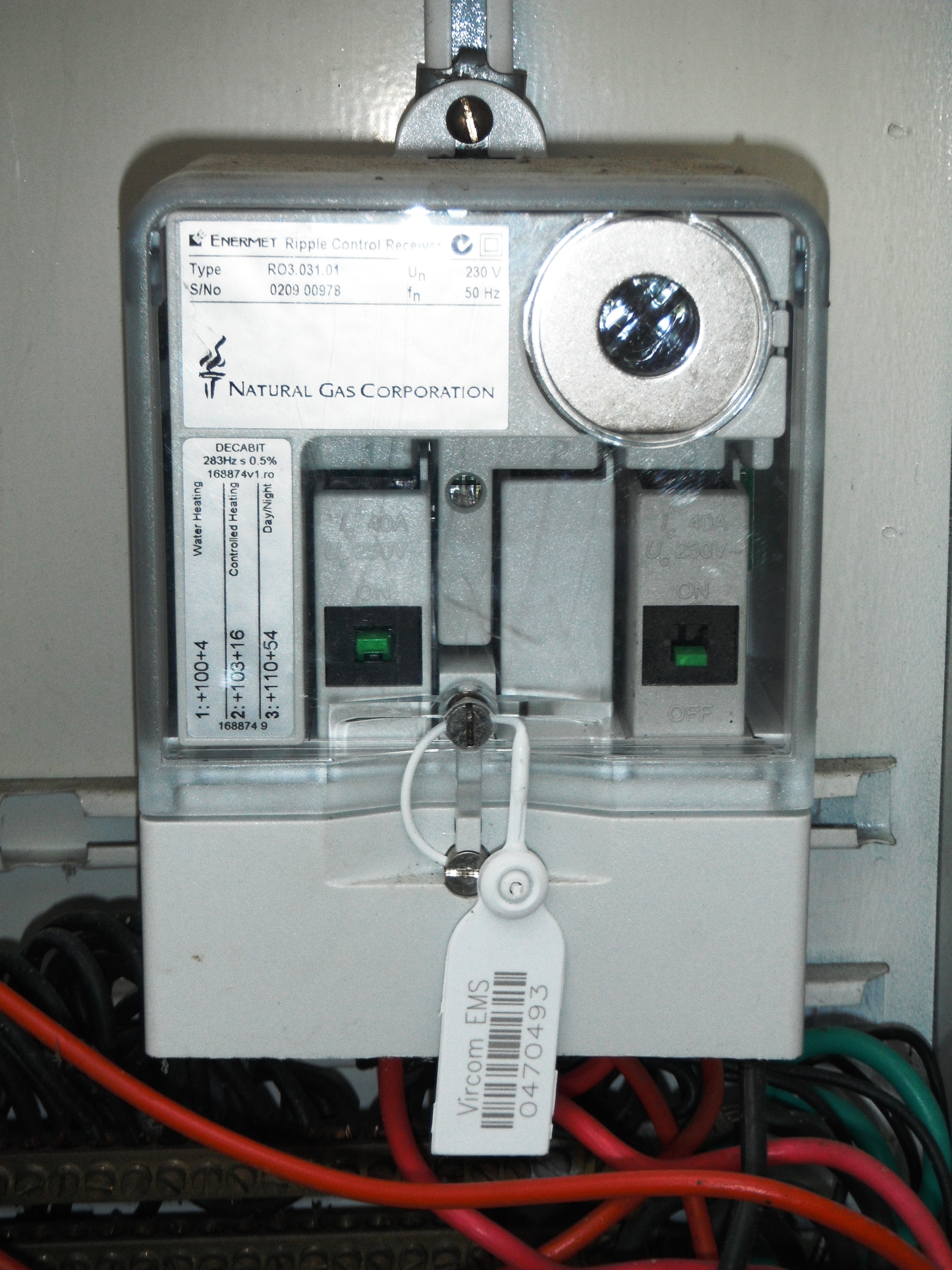
Приймач пульсаційного керування, встановлений у новозеландському будинку. Лівий автоматичний вимикач керує живленням водонагрівача (на дану мить увімкнено), а правий – живленням обігрівача вночі (натепер вимкнено).

Зеландії, Великобританії, Німеччині, Нідерландах та Південній Африці. Таке керування передбачає накладання високочастотного сигналу (зазвичай між 100 і 1600 Гц) на стандартні 50–60 Гц основного сигналу живлення. Коли приймальні пристрої, приєднані до несуттєвих житлових або промислових навантажень, отримують цей сигнал, вони вимикають навантаження, доки сигнал не буде припинено або не буде отримано сигнал іншої частоти.
Перші впровадження пульсаційного контролю відбулися під час Другої світової війни в різних частинах світу за допомогою системи, яка обмінюється даними через мережу розподілу електроенергії. У ранніх системах використовувалися обертові генератори, приєднані до розподільних мереж через трансформатори. Системи пульсаційного керування, здебільшого, поєднуються з дво- (чи більше) рівневою системою ціноутворення, згідно з якою електроенергія дорожча в години пік (ранки і вечори) і дешевша під час низького споживання (зазвичай рано вранці, вночі).
Перелік побутових пристроїв, яких це стосується, залежить від регіону, але може передбачати побутові електричні водонагрівачі, кондиціонери, насоси для басейнів або насоси для поливу сільськогосподарських культур. У розподільчій мережі, оснащеній керуванням навантаження, ці пристрої оснащені зв’язаними контролерами, які можуть запускати програму, котра обмежує час роботи обладнання що перебуває під керуванням. Споживачі зазвичай, винагороджуються за участь у програмі нагляду за навантаженням, сплачуючи знижену ставку за енергію. Належне керування навантаженням, яке виконує комунальне підприємство, дозволяє їм застосовувати розвантаження, щоб уникнути постійних вимкнень електроенергії та зменшити витрати.
Пульсаційне керування може бути незручним для людей, оскільки інколи пристрої можуть не отримати сигнал, задля вчасного увімкнення обладнання для затишку, наприклад нагрівачів гарячої води або електричних обігрівачів (опалення). Сучасні електронні приймачі, надійніші від застарілих електромеханічних систем. Також деякі новітні пристрої, повторюють посилання сигналу стосовно вмикання пристроїв для забезпечення комфорту. Також, за запитом багатьох користувачів, велика кількість приймачів з пульсаційним керуванням, мають перемикач для примусового увімкнення цих пристроїв, задля підтримання затишку в приміщенні.
Сучасні пульсаційні контролери, надсилають цифрову телеграму тривалістю від 30 до 180 секунд. Спочатку їх отримували електромеханічні реле. Зараз (2020-і) їх часто приймають мікропроцесори. Багато систем повторюють надсилання, щоби переконатися, що пристрої для забезпечення затишку (наприклад, водонагрівачі чи кондиціонери) увімкнено. Оскільки частоти передавання сигналу, перебувають у межах людського слуху, вони часто викликають чутне дзижчання дротів, лампочок розжарення або трансформаторів.

## Розосереджене керування попитом на основі частоти
Більші електричні навантаження, фізично сповільнюють ротори синхронізованих генераторів мережі. Це призводить до того, що електромережа змінного струму має дещо знижену частоту, коли вона занадто навантажена. Знижена частота одразу відчувається по всій мережі. Недорога місцева електроніка, здатна легко й точно вимірювати частоту мережі та вимикати навантаження, які можуть бути тимчасово відкинуті. У деяких випадках ця можливість майже безкоштовна, наприклад якщо керувальне обладнання (лічильник електроенергії або електронний термостат у системі охолодження\нагрівання повітря) вже має подібний мікроконтролер. Більшість електронних лічильників електроенергії внутрішньо вимірюють частоту, і для вимкнення обладнання, потрібні лише проміжні реле. В іншому обладнанні, часто єдиним необхідним додатковим обладнанням, є резисторний подільник для визначення циклу мережі та тригер Шмітта (невелика інтегральна схема), щоби цифровий вхід мікроконтролерів міг надійно сприймати швидкий цифровий фронт. Тригер Шмітта, вже є звичайним обладнанням багатьох мікроконтролерів.
Основна перевага перед пульсаційним керуванням, полягає у більшій зручності для споживачів: неотримані передачі сигналів пульсаційного керування, можуть призвести до того, що водонагрівач залишиться вимкненим, спричинивши холодний душ. Або вони можуть заподіяти те, що кондиціонер залишиться вимкненим, внаслідок чого вдома буде спекотно. 
Навпаки, коли мережа відновлюється, її частота у природний спосіб підвищується до звичайної, через це пристрій керування навантаженням за частотою, автоматично вмикає водонагрівачі, кондиціонери та інше обладнання для підтримання затишку. Вартість обладнання у цьому разі, може бути нижчою, і немає жодних побоювань щодо перекриття або областей недосяжності, неправильно прийнятих кодів, потужності передавача, тощо.
Основною його вадою, порівняно з пульсаційним керуванням, є менш точний вплив. Наприклад, енергетичний мережевий орган має лише обмежену можливість обирати, які електричні споживачі вимикаються. У керованих економіках воєнного часу, це може бути суттєвим недоліком.
Систему розроблено в PNNL на початку 21 століття, і було доведено, що вона врівноважує електричні мережі.

## Подальший розвиток
Останніми роками, дослідницька цікавість до заходів керування навантаженням значно збільшилася. Тоді як протягом 1990-х років, стосовно цього питання було оприлюднено лише кілька десятків дослідницьких робіт, з початку нового тисячоліття їхня кількість різко зросла. У 2000/2001 роках з’явилося майже 100 робіт, а 2009/10 року вже було поширено близько 1000 досліджень. У 2011/2012 роках, ця кількість сягнула аж 1760 нових дописів.
Через збільшення коливань виробництва електроенергії від фотоелектричних і вітряних електростанцій, керування навантаженням, серед інших заходів, ставатиме все більш важливим. Для прикладу, у Великій Британії та США випробовуються способи, коли побутові прилади, як от холодильники, а також сушарки та електробойлери, вмикаються та вимикаються із затримкою або завчасно, залежно від частоти мережі. Отже вони самостійно можуть брати участь у первинному керуванні навантаженням. Тихоокеанська північно-західна національна лабораторія, випробовувала так званий Grid Friendly Appliance Controller на 200 пристроях, у американському штаті Вашингтон. Ще одне польове випробування у Великобританії, здійснила компанія RLtec разом з виробником побутової техніки Indesit і постачальником енергії Npower. У Німеччині, зокрема, використання керування попитом, зараз (2020-і) вивчається у двох пілотних проектах Німецького енергетичного агентства (dena) у співпраці з багатьма компаніями. Метою є, серед іншого, перевірити способи для дослідження та вивчення можливостей DSM на підприємствах і розробити стандартизовані процедури та процеси. У зв'язку з цими подіями, також з'явився термін flexumer, який стає все більш важливим. Flexumers — це кінцеві споживачі, які використовують власну гнучкість (споживання електроенергії, її виробництво та накопичення) для надання ринкових, мережевих або системних послуг.